# Davy Jones (piloto)
Davy Jones (nacido el 1 de junio de 1964, Chicago) es un piloto de automovilismo de velocidad estadounidense. En su carrera deportiva ganó las 24 Horas de Le Mans de 1996, y resultó segundo en 1991; además ganó las 24 Horas de Daytona de 1990 y finalizó segundo en las 500 Millas de Indianapolis de 1996 y séptimo en 1989.
Resultó subcampeón en el Campeonato IMSA GT en la clase GTP en 1992, y tercero en 1990 y 1991; y acumula 10 victorias en la categoría.

## Carrera deportiva
Jones disputó la Fórmula Super Vee USA en 1982, finalizando tercero en el campeonato; también participó en la Fórmula 3 Británica y culminó 11º en la tabla general. Al año siguiente, resultó tercero en la Fórmula 3 Británica detrás de Ayrton Senna y Martin Brundle. 
Luego, Jones resultó tercero en la Fórmula Pacific neozelandés en 1984, y subcampeón de la Fórmula Super Vee USA en 1985. También en ese año, debutó en el Campeonato IMSA GT con un March 85G.
En 1986, Jones compitió en 7 carreras para el equipo oficial BMW de América del Norte con un BMW GTP de la clase GTP, logrando una carrera en la segunda carrera en Watkins Glen, de modo que terminó 25º en el campeonato. Al año siguiente, debutó en la CART al disputar cinco carreras, cuatro para el equipo de A. J. Foyt y una para Newman Teamworks, obteniendo un décimo puesto como mejor resultado. Además, disputó dos carreras en el Campeonato IMSA GT, una para Roush y la otra para A. J. Foyt, logrando un cuarto puesto.
El equipo Jaguar contrató a Jones para competir de la clase GTP en el Campeonato IMSA GT de 1988; en 13 carreras cosechó cinco podios para terminar para terminar sexto en el campeonato de esa clase. También disputó dos carrera del Campeonato Mundial de Resistencia con Jaguar. En 1989 participó de nueve carreras, donde logró 2 podios para terminar 15º en el campeonato. Aparte disputó las 24 Horas de Le Mans y una carrera del Campeonato Mundial de Resistencia. Por otro lado, Jones finalizó séptimo en las 500 Millas de Indianápolis corriendo para Euromotorsport.
Jones resultó tercero en la tabla general de la clase GTP del Campeonato IMSA GT del 1990, al  obtener dos victorias (una de ellas fue en las 24 Horas de Daytona) y seis podios. Aparte, participó de las dos últimas del Campeonato Mundial de Resistencia donde logró un podio, además de participar en Le Mans.
Al año siguiente, Jones cosechó 5 victorias, y 6 podios para culminar tercero en el Campeonato IMSA GT. Además finalizó segundo en las 24 Horas de Le Mans. En 1992, logró 2 victorias y 7 podios en el Campeonato IMSA GT resultando subcampeón de la tabla general de la clase GTP. Participó de las 500 Millas de Indianapolis de 1993 para Euromotorsport, finalizando decimoquinto en la carrera.
En 1992 y 1993 también participó del International Race of Champions con un Dodge, sin lograr resultados destacables.
El piloto disputó tres carreras de la CART en 1994 para A. J. Foyt, una en 1995 para Dick Simon y cinco en 1996 para Galles, logrando como mejor resultado un 12º puesto en dos carreras. También, en 1995 Jones disputó siete carreras de la Copa NASCAR para Jasper Motorsports con un mejor resultado de un 20º lugar en Darlington; por otro lado disputó dos carreras en la NASCAR Truck Series, una en 1995 y otra en 1996.
Jones participó de las 24 Horas de Le Mans de 1996 donde logró la victoria con un Porsche WSC-95 del equipo Joest, junto con Manuel Reuter y Alexander Wurz. En ese mismo año, Jones finalizó segundo en las 500 Millas de Indianapolis corriendo para Galles.
En enero de 1997, el chicaguense fue herido de gravedad en un accidente en prácticas para la carrera de la Indy Racing League en Walt Disney World Speedway. El accidente lo dejó con una herida del cuello, y lo llevó a su breve retiro de la competición. 
Volvió a la competición en 1999, al disputar las 12 Horas de Sebring, fecha válida de la American Le Mans Series.
Intentó clasificarse a las 500 Millas de Indianápolis de 2000 para Coulson, pero falló en su intento.
Jones participó dos carreras de la Grand-Am en 2003, una en 2004, dos en 2010, y una en 2012, logrando un octavo puesto en la fecha de Virginia 2003